# Friedrich Karl Dermietzel
Friedrich Karl Dermietzel (Lunow-Stolzenhagen, 7 februari 1899 - Keulen, 7 juli 1981) was een Duitse officier en SS-Brigadeführer (brigadegeneraal) en Generalmajor in de Waffen-SS tijdens de Tweede Wereldoorlog. Hij was medisch specialist op het gebied van otorinolaryngologie.

## Leven
Op 7 februari 1899 werd Friedrich Karl Dermietzel geboren in Lunow-Stolzenhagen wat toen in de provincie Brandenburg lag. Hij was de zoon van de boerderij eigenaar Friedrich Wilhelm Dermietzel (geboren 14 mei 1873) en zijn vrouw Wilhelmine Auguste Maria (geboortenaam Matthes), (geboren 21 april 1874). Na zijn schoolgang ging hij naar de gymnasium die vernoemd was naar Wilhelm I van Duitsland in Eberswalde. 

### Eerste Wereldoorlog
Na zijn eindexamen, meldde Dermietzel zich als Fahnenjunker (aspirant-officier)  aan in het Pionier-Bataillon „Fürst Radziwill“ (Ostpreußisches) Nr. 1 wat onderdeel van het Pruisische leger was. In 1915 nam hij een deel aan een aspirant officier leergang. Dermietzel diende nog in verschillende andere genie onderdelen. Hij vocht aan het Westfront en raakte zwaargewond; hersenschudding, verlammingsverschijnselen en een bovenarmbreuk na een val van 9 meter. Dermietzel verbleef in verschillende militair hospitalen, en na zijn genezing werd hij bij het Pionier-Ersatzbataillon 1 (vrije vertaling: reserve genie bataljon) geplaatst. Bij dit onderdeel diende Dermietzel tot het einde van de oorlog. Op 22 september 1919 werd hij ontslagen uit de militaire dienst.

### Interbellum
In oktober 1919 begon Dermietzel aan zijn studie medicijnen aan de Albertina-universiteit. Hij was ook lid van het studentencorps Littuania en als niet-actief lid van een studentencorps wisselde Dermietzel van de Christian Albrechts-Universiteit en de Friedrich-Schiller-Universität Jena naar de Humboldtuniversiteit van Berlijn. Op 1 februari 1923 deed hij zijn geneeskundige toetsing voor de examencommissie in Berlijn en slaagde. Een paar maanden later volgde zijn officiële toelating en promotie in Berlijn. Van 1923 tot 1928 werkte hij als arts-assistent in chirurgische universiteitskliniek Jena en het Auguste ziekenhuis in Berlijn. Voor een paar maanden nam Dermietzel waar als KNO-arts in Glogau, Sagan, Spremberg en Bad Ems. Hierna werkte Dermietzel als medisch specialist op het gebied van hals-, neus- en oren ziektes in Berlin-Tempelhof. Adolf Hitler zou hem meerdere malen hebben bezocht vanwege zijn heesheid.
Op 1 mei 1932 werd hij lid van de NSDAP, een maand later werd Dermietzel ook lid van de SS. Hij werd als SS-Anwärter (SS kandidaat) ingeschaald. In augustus 1933 volgde zijn bevordering tot SS-Sturmführer (tweede luitenant). Hij werd door de latere staatssecretaris en SS-Obergruppenführer dr. Leonardo Conti gevorderd met de waarneming van de functie belast van Sturmbannarzt bij de Motorsturm z.b.V. van de SS-Gruppe Ost (vrije vertaling: SS-Groep Oost). 
Op 6 oktober 1932 trouwde Dermietzel met Alice von Holmblad (geboren 2 januari 1904), zij was een dochter van het lid van de Raad van State Franz-Julius von Holmblad. Het echtpaar kreeg drie kinderen; een dochter en twee zonen.
Er volgde nog verschillende functies als arts in de SS. Op 1 mei 1935 volgde zijn benoeming tot afdelingshoofd IV b  (gezondheidsdienst) in het SS-Hauptamt. Hierop volgend werd hij benoemd tot commandant van de medische afdeling van de SS-Verfügungstruppe in Berlijn, waarbij hij ook verantwoordelijk was voor de SS-bewakers van de concentratiekampen. Op 30 augustus 1935 rapporteerde hij aan het SS-Hauptamt: dat hij "als hoofdarts van de oor-, neus- en keelkliniek in het Westend-Ziekenhuis, Berlijn-Charlottenburg, en als ziektekostenverzekeringsarts [...] gedwongen was Joden te behandelen en met Joodse artsen contact te hebben."
Van februari 1937 was Oskar Hock zijn plaatsvervanger. Hock klaagde over Dermietzel in een brief aan Heinrich Himmler. Dermietzel reageerde met een brief aan het hoofd van het SS-Personalkanzlei en werd tijdens het verdere verloop door Grawitz verdedigd. Dit werd gevolgd door de herhaaldelijke overplaatsingen van Hock, zijn latere ontslag uit de SS en zijn herstel in de SS. Op 1 februari 1937 droeg Dermietzel de leiding over de medische afdeling van de SS-Verfügungstruppe weer over aan Karl Genzken.

### Tweede Wereldoorlog
Dermietzel trots op zijn benoeming tot plaatsvervanger van de Reichsarzt SS Grawitz, kwam het herhaaldelijk tot geschillen tussenbeide einde 1938. Hij verbrak eind 1940 zijn vriendschap met Grawitz, en werd naar het front gestuurd en was zo “uitgerangeerd”. Aan de andere kant was het zijn wens, die hij al jaren had geuit, om overgeplaatst te worden naar een front-eenheid. In de jaren dertig sloeg hij verschillende aanbiedingen van de Wehrmacht af, daarbij verwijzend naar de bureaucratie en het organisatorische werk waar hij een hekel aan had. 
Op 1 april 1940 werd Dermietzel benoemd tot divisiearts van de SS-Division Verfügungstruppe (SS-V). Hierna werd hij naar de Höherer SS- und Polizeiführer (HSSPF) Zuid-Rusland SS-Obergruppenführer Hans-Adolf Prützmann als leidinggevende arts gecommandeerd. Hierna volgde Dermietzel overplaatsing als IV b naar het SS-Generalkommando op het militair oefenterrein Bergen. Op 20 april 1942 werd hij bevorderd tot SS-Brigadeführer (brigadegeneraal) en Generalmajor in de Waffen-SS. Daarna werd Dermietzel ingezet als korpsarts van het II SS Pantserkorps, en later als legerarts in het 6e Pantserleger. 
In zijn rol als hoofd van het SS-Sanitätsamt (vrije vertaling: SS-gezondheidsdienst) was Dermietzel van 1939 lid van de Freundeskreis Reichsführer SS.
Dermietzel was bestuurslid van de Lebensborn e. v, die van midden 1938 alle Lebensborn-artsen overplaatste naar de Sanitätsabteilung (medische afdeling) waarvan hij hoofd was.

## Na de oorlog
Na de oorlog werd hij niet vervolgd voor zijn strafbare feiten. In 1950 praktiseerde hij als oor-, neus- en keelarts, eerst in Gailenkirchen, daarna van 1956 tot 1975 in Keulen. Dermietzel overleed aan de gevolgen van een Cerebrovasculair accident (CVA). 

## Carrière
Dermietzel bekleedde verschillende rangen in zowel de Allgemeine-SS als Waffen-SS. De volgende tabel laat zien dat de bevorderingen niet synchroon liepen.
| Datums                                            | Pruisische leger                 | Allgemeine-SS          | Heer                 | Waffen-SS                  |
| ------------------------------------------------- | -------------------------------- | ---------------------- | -------------------- | -------------------------- |
| 18 juni 1915                                      | Fahnenjunker (aspirant-officier) | —                      | —                    | —                          |
| 17 september 1915                                 | Gefreiter                        | —                      | —                    | —                          |
| 16 oktober 1915                                   | Unteroffizier                    | —                      | —                    | —                          |
| 22 augustus 1916                                  | Fähnrich                         | —                      | —                    | —                          |
| 31 december 1916 (met Patent van 7 februari 1916) | Leutnant                         | —                      | —                    | —                          |
| 25 juni 1932                                      | —                                | SS-Anwärter            | —                    | —                          |
| 25 juli 1933                                      | —                                | SS-Mann                | —                    | —                          |
| 3 augustus 1933 (met ingang van 31 juli 1933)     | —                                | SS-Sturmführer         | —                    | —                          |
| 16 februari 1934 (met ingang van 30 januari 1934) | —                                | SS-Obersturmführer     | —                    | —                          |
| 12 juni 1934 (met ingang van 9 mei 1934)          | —                                | SS-Sturmhauptführer    | —                    | —                          |
| 2 mei 1935 (met ingang van 20 april 1935)         | —                                | SS-Sturmbannführer     | —                    | —                          |
| 18 december 1935 (met ingang van 1 januari 1936)  | —                                | SS-Obersturmbannführer | —                    | —                          |
| 1 juni 1936                                       | —                                | —                      | Oberarzt der Reserve | —                          |
| 9 november 1936                                   | —                                | SS-Standartenführer    | —                    | —                          |
| 20 april 1938                                     | —                                | SS-Oberführer          | —                    | —                          |
| 20 april 1942                                     | —                                | SS-Brigadeführer       | —                    | Generalmajor der Waffen-SS |

## Lidmaatschapsnummers
- NSDAP-nr.: 1 106 473[16] (lid geworden 1 mei 1932[4][1][3])
- SS-nr.: 83 632[16], later 31 115[4][3] (lid geworden 25 juni 1932[4][1][3])

## Onderscheidingen
Selectie:
- Duitse Kruis in zilver op 2 juni 1944 als Korpsarzt van het Generalkommando II. SS-Panzer-Korps[2][1][19]
- IJzeren Kruis 1914, 1e Klasse (8 augustus 1918[15][1]) en 2e Klasse (24 mei 1917[15][1])
- Herhalingsgesp bij IJzeren Kruis 1939, 2e Klasse (3 juni 1940[2][1])
- Kruis voor Oorlogsverdienste, 1e Klasse (2 oktober 1941[2][1]) en 2e Klasse[1][2] met Zwaarden